# 6684 Volodshevchenko
6684 Volodshevchenko este un asteroid din centura principală de asteroizi.

## Descriere
6684 Volodshevchenko este un asteroid din centura principală de asteroizi. A fost descoperit pe 19 august 1977 la Observatorul de Astrofizică din Crimeea de Nikolai Cernîh. Asteroidul prezintă o orbită caracterizată de o semiaxă mare de 2,73 ua, o excentricitate de 0,14 și o înclinație de 2,8° în raport cu ecliptica.